# Bay of Islands Coastal Park

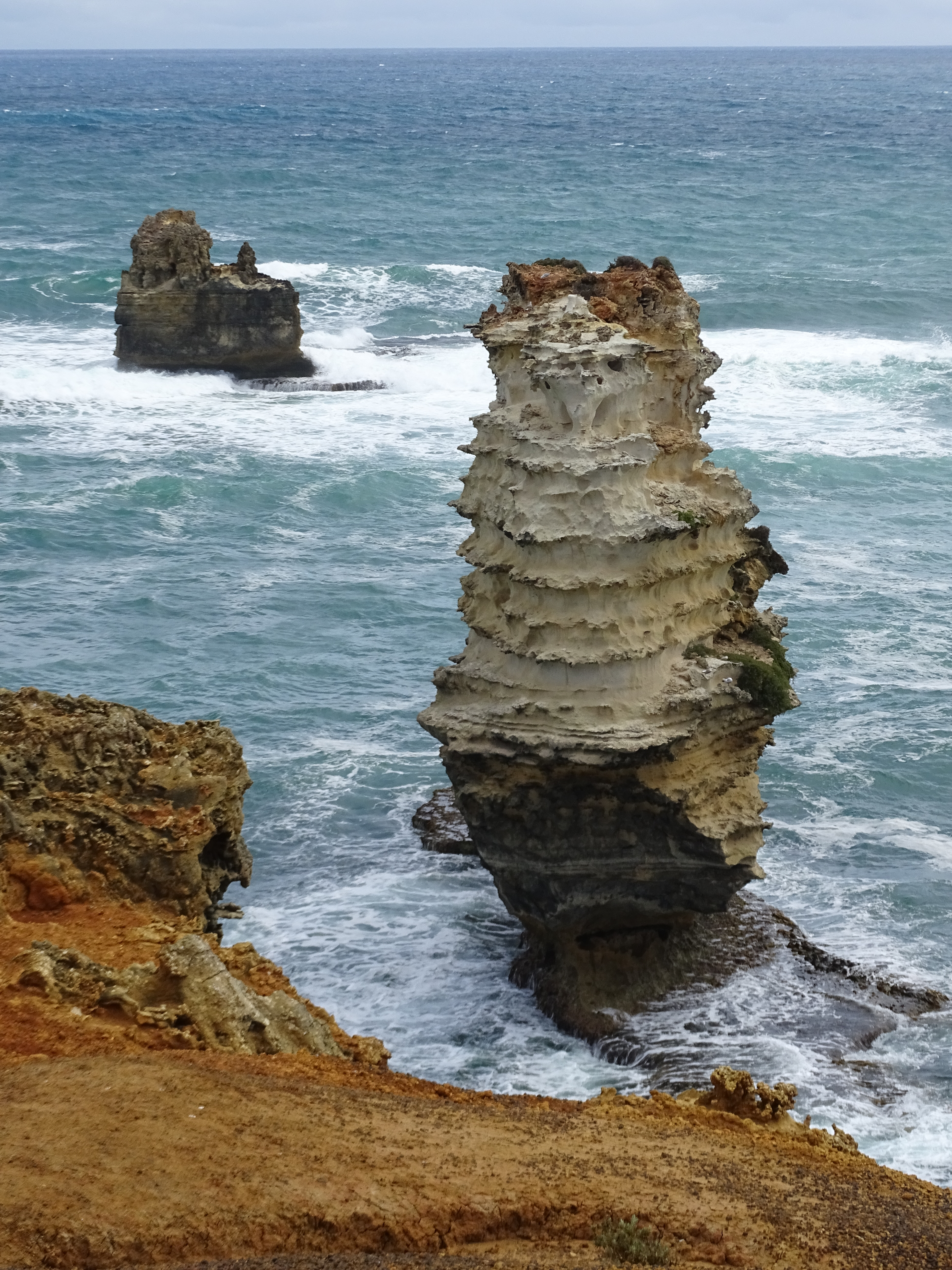
Bay of Islands Coastal Park (eine typische Formation)

Der Nationalpark Bay of Islands Coastal Park ist ein 32 Kilometer langes Küstenreservat im Süden des Bundeslandes Victoria, Australien, an der Great Ocean Road (Straße B100), der 1997 aus einigen früheren kleineren Schutzgebieten errichtet wurde.

## Lage
Der  32 Kilometer lange und 950 Hektar große Küstenpark liegt zwischen den Städten Peterborough und Warrnambool westlich des Nationalparks Port Campbell National Park und besteht unter anderem aus der Bay of Martyrs und der Bay of Islands sowie aus der Three Mile Beach und der Childers Cove. Der Park erstreckt sich auf Gebieten oberhalb der Niedrigwassermarke der ehemaligen Naturschutzgebiete Bay of Islands Coastal Reserve, Childers Cove Foreshore Reserve und Islands Coastal Reserve östlich der Killeens Road.

## Geschichte
Der größte Teil des Küstenparks Bay of Islands war nach 1873 zeitweilig für die Öffentlichkeit bestimmt. Der Land Conservation Council (LCC) empfahl 1978, das Gebiet als Küstenpark zu etablieren, was 1982 mit dem CrownLand (Reserves) Act 1978 dauerhaft geschah und als Bay of Islands Coastal Reserve bekannt wurde. Infolge des National Parks (Amendment) Act 1997 (Vic.) wurde dann dieses Gebiet oberhalb der Niedrigwassermarke, das Childers Cove Foreshore Reserve und einige benachbarte Gebiete am 4. Juni 1997 zum Bay of Islands Coastal Park proklamiert.
Der Küstenpark Bay of Islands Coastal Park wird (ebenso wie der benachbarte Port Campbell National Park) in der Kategorie II: National Park (Nationalpark) und Kategorie III: Natural Monument or Feature (Naturdenkmal) der Weltnaturschutzunion IUCN geführt.

Bay of Islands Coastal Park
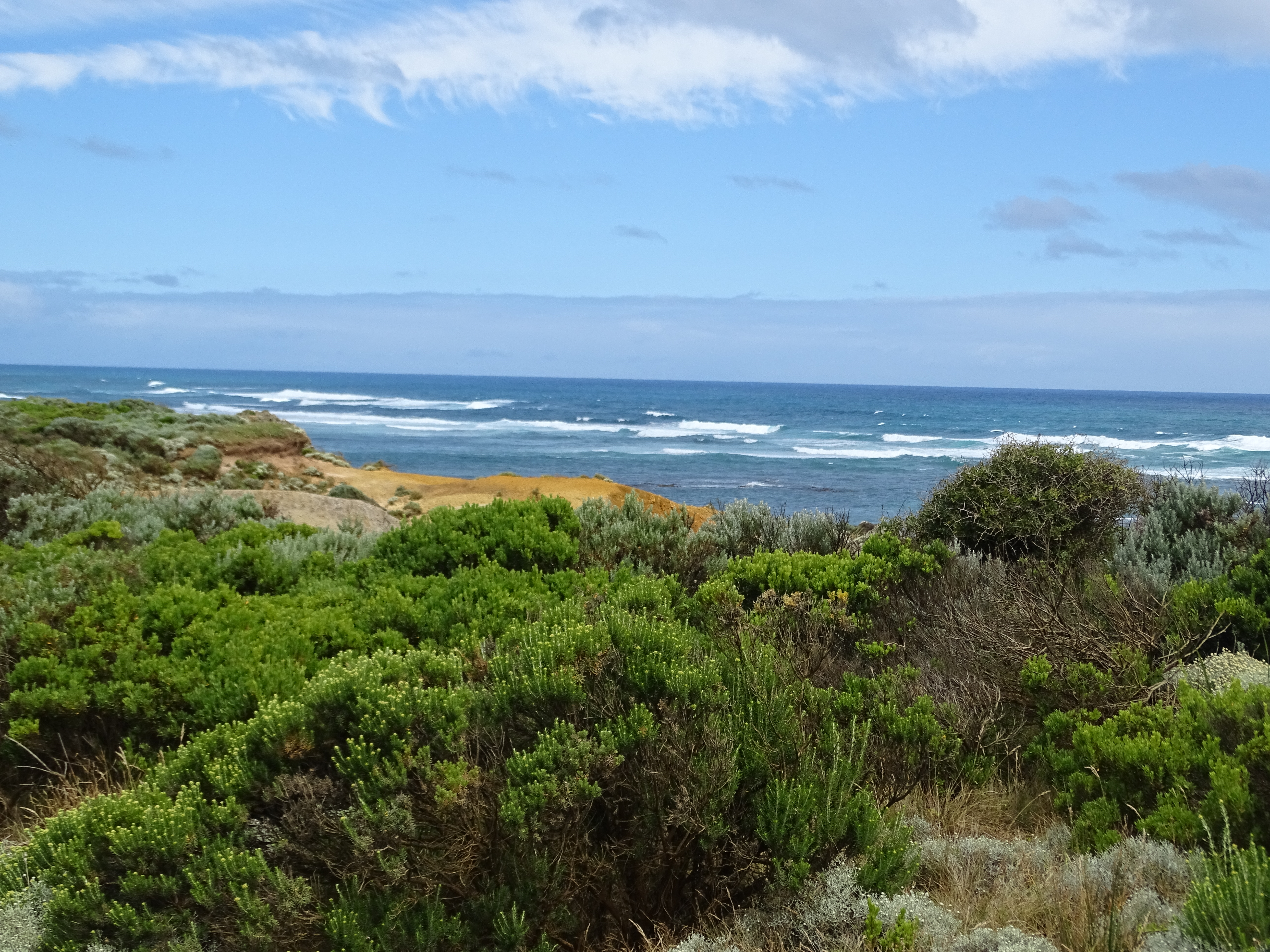
Bay of Islands
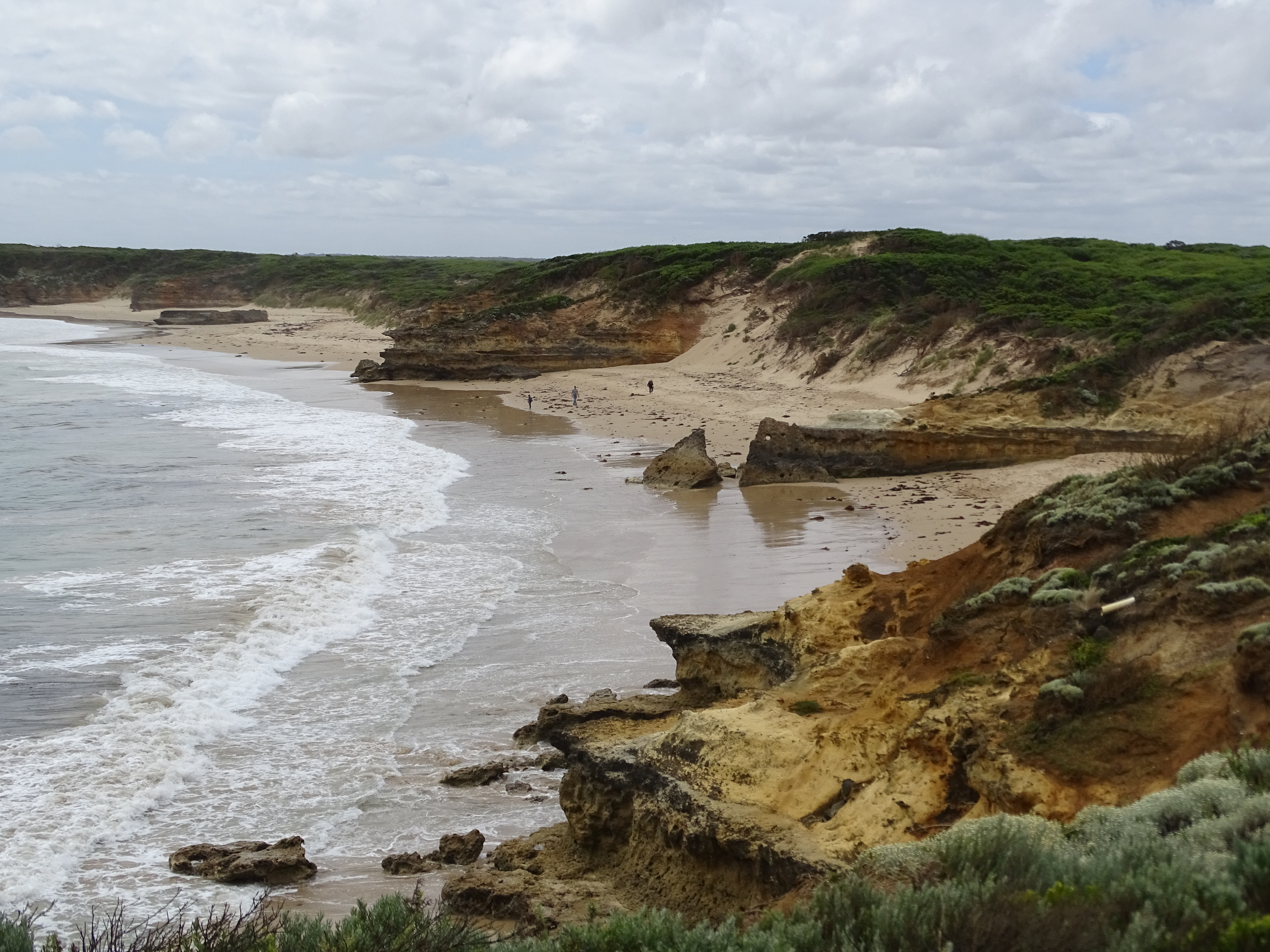
Bay of Martyrs (Massacre Bay)
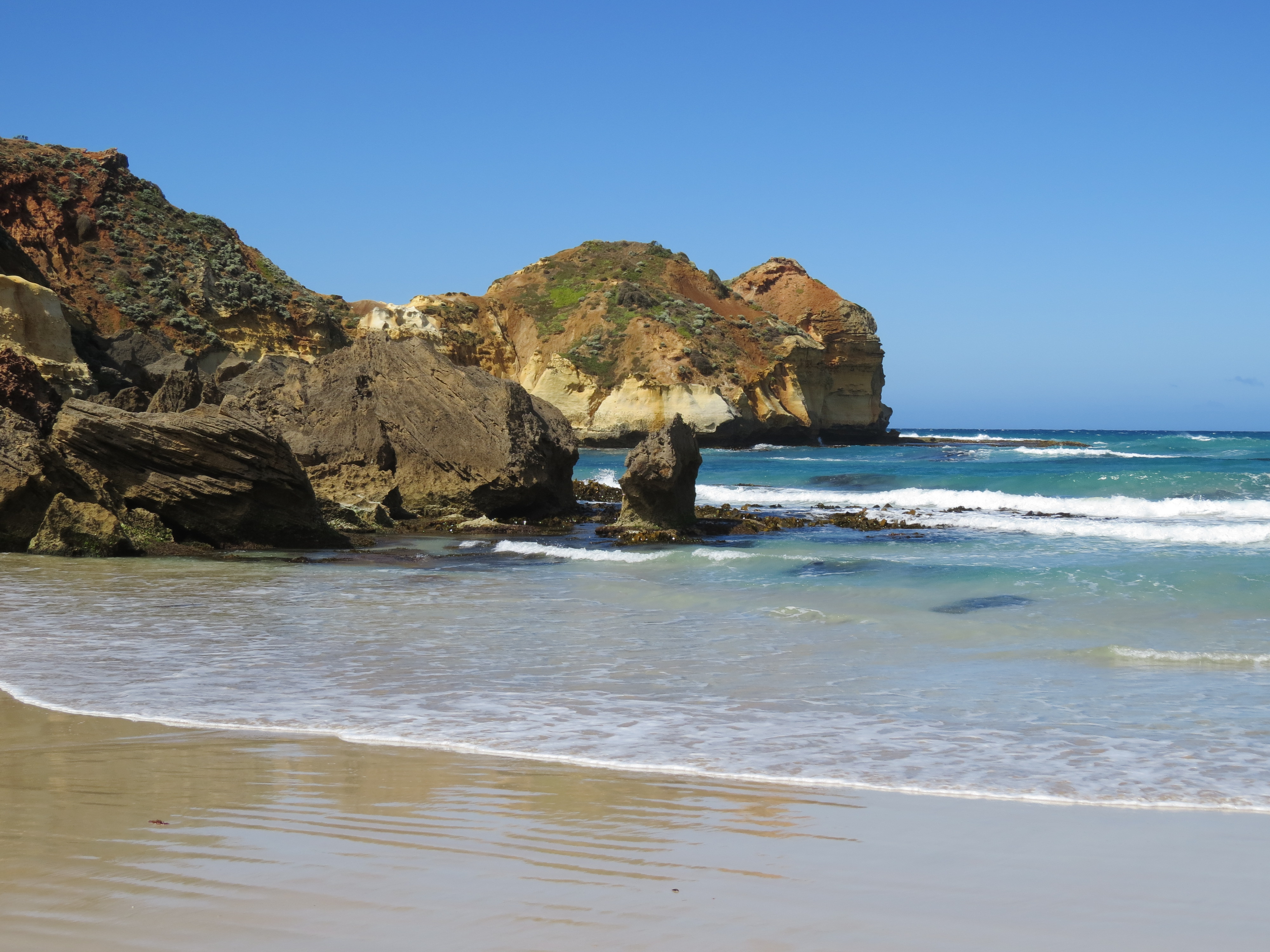
Childers Cove
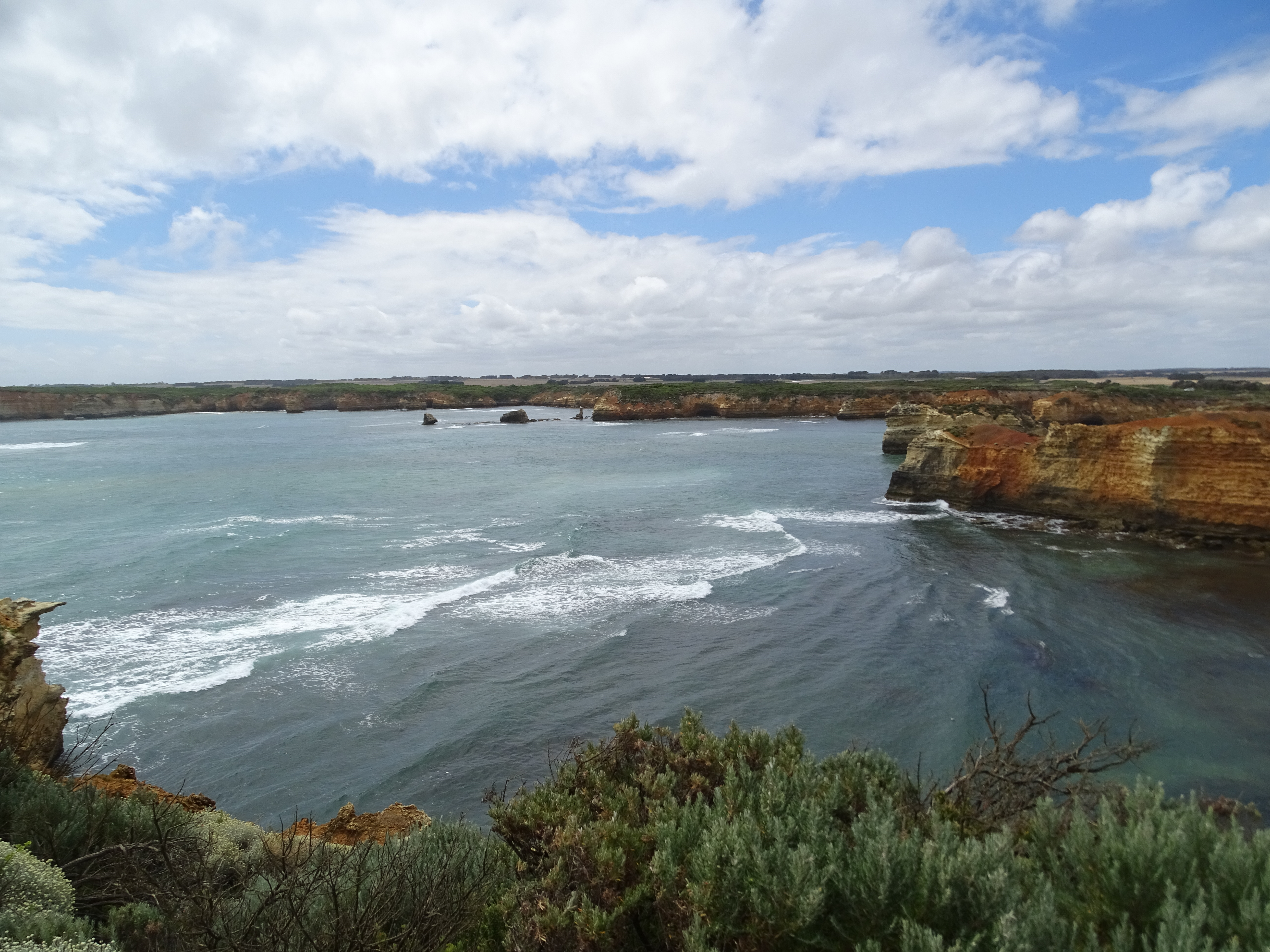
Bay of Islands

## Besondere Sehenswürdigkeit
Die aufstrebenden Kolonien wie Victoria und New South Wales waren auf Versorgung mit Schiffen aus Europa angewiesen. Eine der am meisten befahrenen Schiffsrouten war die Bass Strait zwischen Südaustralien und Tasmanien, die südlich der Great Ocean Road verlief und wegen der felsigen Beschaffenheit viele Risiken für die Schiffe darstellte. So wie das Schiffsfriedhof Loch Ard Gorge (im benachbarten Port Campbell National Park) ist auch in Bay of Islands Coastal Park eine Stelle erhalten geblieben, das Halladale Point in der Bay of Martyrs, wo 1908 das Schiff Falls of Halladale sank.